# Ablaca
 Ablaca  é o nome vulgar de uma seda ou bisso, bysso ou ainda byssus que possuem certos moluscos bivalves e que lhes serve para se fixarem aos rochedos. 